# Панфилов, Евгений Андреевич
Евгений Андреевич Панфилов (13 [26] декабря 1902, Санкт-Петербург — август 1941, Ленинградская область, СССР) — русский советский поэт, журналист, фронтовой корреспондент.

## Биография
Родился 13 (26) декабря 1902 года в городе Санкт-Петербурге в семье рабочего, был одним из восьми детей. В 1917 году окончил высшее начальное училище и получил работу на фабрике «Гознак». В 1920 году начал обучение в Петроградском университете. В 1926—1927 годах, продолжая образование, поступил на работу на завод «Русский дизель». С 1930 года стал заведующим библиотекой Ленинградской картонной фабрики.
С юности пробовал писать стихи, выпускал рукописный журнал. После 1917 года учился в литературной студии Пролеткульта, где познакомился с уже состоявшимися поэтами А. Крайским, А. Машировым-Самобытником, И. Садофьевым. В 1920 году публикует первые стихотворения — в журнале «Грядущее», газетах «Деревенская беднота» и «Петроградская правда». Одновременно становится участником Ленинградской ассоциации пролетарских писателей. Учась в университете, вместе с другими студентами издавал журнал «Вулкан» (1922—1923), в 1923 году выпустил совместный с другими участниками группы «Стройка» И. Васильевым и В. Ричиотти сборник «Певучая банда».
Первый сборник стихов Панфилова «На рубеже» увидел свет в 1926 году. Ещё через два года вышла следующая книга — сборник «На седьмом этаже». Третья книга избранных стихов, «Мечта», была готова накануне Великой Отечественной войны, но при жизни поэта так и не вышла.
В зрелые годы Евгений Панфилов стал инструктором Союза писателей по работе литературных произведений, вёл литературные кружки на Ижорском заводе и заводе «Светлана», пробовал себя в прозе и публицистике. Когда началась война, записался в Народное ополчение и был включён в состав писательского агит-взвода Кировской дивизии. На фронте работал военным корреспондентом дивизионной газеты «За Советскую Родину». В августе 1941, в боях у реки Оредеж, он погиб.

### Семья
Жена — Соколова Анна Алексеевна, дочь Зинаида, сыновья Гарибальд и Анатолий. Умерли в начале 1942 года во время блокады Ленинграда.

## Характеристика творчества
Стихи Евгения Панфилова характеризуются «свежестью поэтического чувства, волевым жизнеутверждающим напором и умением видеть окружающую действительность многоплановой и разноречивой». Критики отмечали оптимизм и восторг, которым проникнуты его строки. В конце 1920-х годов особой популярностью пользовалось его стихотворение «Ай, и много, много будет ласки…», которое отметили в своих мемуарах Павел Журба, Алексей Крайский, Виссарион Саянов, Борис Соловьёв. Последний писал: «В лице Панфилова мы имеем одного из самых крупных и своеобразных пролетарских лириков». Отмечали критики и удачные поэтические находки.
Соловьёв также отмечал влияние на творчество Панфилова таких поэтов, как Александр Блок, Александр Пушкин и Сергей Есенин. Для Панфилова Есенин стал другом и поэтическим учителем, но ученик не перенял «есенинской печали» и остался самобытно-жизнерадостным, а в стихотворении, написанном на смерть Есенина, осудил его самоубийство.

## Публикации
- «На рубеже» (1926)
- «На седьмом этаже» (1928)
- «Мечта» (1958, посмертно)